# Arthur Ehrhardt
Arthur Ehrhardt (* 20. März 1896 in Hämmern/Thüringen; † 11. Mai 1971 in Coburg) war ein deutscher Offizier, Militärschriftsteller, Übersetzer und politischer Publizist.
Seine 1935 erstmals publizierte Studie Der Kleinkrieg. Geschichtliche Erfahrungen und künftige Möglichkeiten ist nach Walter Laqueur offenbar die einzige ernstzunehmende deutsche Studie zum Phänomen des Kleinkriegs in der Zwischenkriegszeit. Ehrhardt trat 1944 von der Wehrmacht zur Waffen-SS über und arbeitete zusammen mit Wehrmachts- und Waffen-SS-Offizieren ein Handbuch zum Partisanenkampf in Deutschland aus.

## Ausbildung und Erster Weltkrieg
Ehrhardt schloss 1910 die Mittelschule ab und besuchte ab diesem Jahr das Lehrerseminar in Coburg. Im August 1914 meldete er sich kriegsfreiwillig und trat in das 19. Infanterie-Regiment „König Viktor Emanuel III. von Italien“ der Bayerischen Armee ein. 1916 wurde er Leutnant der Reserve; am Kriegsende war er Kompanieführer. Er wurde im Ersten Weltkrieg sechsmal verwundet und schied 1919 auf eigenen Wunsch aus der Armee aus.
Von 1919 bis 1932 war er Volksschullehrer in Coburg und in seiner Freizeit als vormilitärischer Ausbilder tätig. Er schied 1932 aufgrund eines Hörschadens als Spätfolge einer Verletzung aus dem Ersten Weltkrieg aus dem Schuldienst aus und war im Grenzschutz Ost tätig sowie der SA-Standarte 81. Ob er Mitglied von SA oder NSDAP gewesen war, ist unklar.

## Als Militärschriftsteller: „Kleinkrieg“
Ab 1934 begann Ehrhardt eine Laufbahn als Militärschriftsteller. Seine Bücher erschienen in Potsdam im Voggenreiter-Verlag, der seinerzeit eng mit der Reichswehr/Wehrmacht zusammenarbeitete und die so genannte Graue Bücherei herausbrachte. Ehrhardt übersetzte aus dem Englischen mehrere Klassiker der modernen Militärtheorie von so bekannten Autoren wie Sir Basil Liddell Hart, J. F. C. Fuller und George C. Marshall.
Sein wichtigstes Werk war jedoch eine eigene Studie: Der Kleinkrieg. Geschichtliche Erfahrungen und künftige Möglichkeiten, das 1935 zum ersten Mal und 1942 und 1944 in Nachauflagen mit jeweils neuen Vorworten erschien. Nach eigenen Angaben verdankte Ehrhardt viele Informationen dem österreichischen General und Militärschriftsteller Hugo Kerchnawe, der im Ersten Weltkrieg in Serbien als Besatzungsoffizier tätig gewesen war. Walter Laqueur sah in Ehrhardts Studie die nahezu einzige ernstzunehmende deutsche Studie zum Thema Kleinkrieg:

“But Arthur Ehrhardt was almost the only German author in the interwar period to concern himself with the prospects of guerrilla warfare in modern conditions.”

„Arthur Ehrhardt aber war der beinahe einzige deutsche Autor, der sich zwischen den Kriegen mit den Aussichten der Guerilla-Kriegsführung unter aktuellen Bedingungen befasste.“

Ehrhardt analysierte österreichische Einsätze auf dem Balkan 1878–1882, um 1900 sowie 1915–1918, die spanische Guerilla von 1808 bis 1812, die Franktireurbewegung in Frankreich 1870/71, die Ereignisse in Belgien 1914, die Komitatenkämpfe (Komitadschis) der Bulgaren, Serben, Griechen und Albaner gegen das Osmanische Heer in der zweiten Hälfte des 19. Jahrhunderts, die russischen Jagdkommandos des Ersten Weltkriegs sowie die „Roten Partisanen“ des Russischen Bürgerkriegs. Ehrhardt sah den Kleinen Krieg generell in zwei Varianten: einmal als spezielle Kriegsform mit Spezialeinheiten während des Großen Kriegs und einmal als reinen Partisanen- oder Guerillakrieg.
Eine der wichtigsten Lehren schien Ehrhardt dabei die Aufstellung von „Gegenbanden“, die nach dem Zweiten Weltkrieg meist als Countergangs oder Pseudoforces bezeichnet wurden. Der Begriff Gegenbande wurde aber in Österreich bzw. auf dem Balkan lange vor dem Ersten Weltkrieg benutzt, so in Bosnien und der Herzegowina 1878–1882. So genannte Jagdkommandos bzw. strafunis (Serbokroatisch: Streifeinheiten) operierten in der Art der Partisanen bzw. Räuberbanden. Schon hier wurden rein militärische Maßnahmen wie Handstreiche, Hinterhalte und Überfälle nach Ehrhardt mit „harten Strafmaßnahmen gegen die Bevölkerung“ kombiniert. Diese Streifkorps wurden 1908 im k.u.k. Heer als Grenzjägerkompanien erneut aufgebaut und 1915 auf Bataillonsstärke erweitert, die den Grenzkrieg gegen Montenegro 1914/15 angeblich ganz allein führten. 1917 wurden im besetzten Serbien Gegenbanden bzw. strafunis aus Moslems bzw. Türken und Albanern gebildet. Auffällig ist, dass Ehrhardt auf außereuropäische Partisanenkriege oder Kolonialkriege überhaupt nicht einging.
Ehrhardts wichtigste Erkenntnis für die Theorie des Partisanenkriegs oder Kleinen Kriegs war, dass ohne Unterstützung der Zivilbevölkerung oder die Anlehnung an eine Truppe keine Aussicht auf einen nachhaltigen Kleinkrieg bestand.

## Übertritt zur Waffen-SS zum Chef der Bandenkampfverbände der SS
Zum 2. Mai 1944 trat Ehrhardt als Hauptmann der Wehrmacht vom Amt Abwehr zum Chef der Bandenkampfverbände der SS über und erhielt den analogen Dienstgrad eines Hauptsturmführers (SS-Nummer 490.440), zum 9. November 1944 wurde er zum SS-Sturmbannführer befördert. Offenbar war er seit Kriegsbeginn 1939 beim Amt Abwehr tätig gewesen. Die Gründe für seinen Übertritt zur Waffen-SS sind unklar. Nach Rose sowie Ehrhardts eigenen Angaben war er Ende 1944/Anfang 1945 zusammen mit Spezialisten von Wehrmacht und Waffen-SS an der Ausarbeitung einer Vorschrift für den Kleinkrieg im Reichsgebiet beteiligt. Diese Vorschrift erschien aufgrund der Kriegslage nicht mehr. Geplant war offenbar ein Partisanenkrieg gegen die Rote Armee. Es ist zu vermuten, dass Ehrhardt aufgrund seiner Analysen zu „Kleinkrieg“ in dieses Projekt eingebunden war.

## Nachkrieg. Gründung des VerlagsNation Europa.Werwolf – Winke für Jagdeinheiten
Welche Tätigkeit Ehrhardt zwischen 1945 und 1950 ausgeübt hat, ist unklar. Offenbar hat er sich aber nicht über einen längeren Zeitraum in alliierter Kriegsgefangenschaft befunden. Vermutlich hatte er über englische Beziehungen, vor allem Fuller, Kontakt zu dem Führer der britischen Faschisten Sir Oswald Mosley, der 1947 den Begriff Nation Europa prägte.
1950 gründete er die rechtsextreme Zeitschrift Nation Europa, die er bis zu seinem Tod 1971 leitete und für die er rassistische und antisemitische Beiträge verfasste. 1970 erschien in einer Sondernummer der Zeitschrift die Broschüre Werwolf – Winke für Jagdeinheiten mit einer Einleitung von Ehrhardt selbst. Danach handelte es sich bei dem Abdruck um ein Faksimile, jedoch gibt es keinerlei Hinweise auf das Entstehungsdatum. Die Broschüre wurde bis in die Gegenwart von verschiedenen Kleinverlagen immer wieder nachgedruckt und ist im Handel frei erhältlich. Auffällig ist, dass sowohl der Text als auch die Abbildungen völlig auf konkrete politische oder militärische Begriffe oder Aussagen verzichten. Aus dem Text selbst wird aber auch deutlich, dass es sich nicht um eine Ausarbeitung für einen originären Partisanenkrieg handelt, sondern um Guerillataktiken zur Unterstützung einer regulären Armee in einem symmetrischen Krieg. Wie Rose 1980 schrieb, ähnelt die Broschüre streckenweise einem Pfadfinderhandbuch.